# 이탈리아 농구 국가대표팀
이탈리아 농구 국가대표팀(이탈리아어: Nazionale di pallacanestro dell'Italia)은 이탈리아를 대표하여 국가대항전에 참가하는 농구 국가대표팀으로 이탈리아 농구 연맹에 의해 운영된다. 올림픽 본선에는 13번 출전하여 1980년 대회와 2004년 대회에서 은메달을 획득했고 FIBA 농구 월드컵 본선에는 9번 출전하여 1970년 대회와 1978년 대회에서 4위의 성적을 거두었으며 FIBA 유로바스켓 본선에는 37번 출전하여 금메달 2개, 은메달과 동메달 각각 4개씩 획득했다.

## 선수 명단

### 주요 선수
- 다닐로 갈리나리 (애틀란타 호크스)
- 마르코 벨리넬리 (샌안토니오 스퍼스)
- 니코 매니언 (골든스테이트 워리어스)

## 같이 보기
- FIBA 유로바스켓